# Круглинский
Круглинский — посёлок в Кинельском районе Самарской области в составе сельского поселения Красносамарское.

## География
Находится на правобережье реки Самары на расстоянии примерно 31 километр по прямой на юго-юго-восток от районного центра города Кинель.

## История
Посёлок был основан переселенцами села Красная Самара в конце XIX века. В 1981 году в посёлке было организовано подсобное хозяйство самарского завода «Металлист», что дало толчок к инфраструктурному развитию посёлка вплоть до 1990-х годов.

## Население
Постоянное население составляло 124 человека (русские 78 %) в 2002 году, 140 в 2010 году.